# Колонна, Карло
Карло Колонна (итал. Carlo Colonna; 17 ноября 1665, Рим, Папская область — 8 июля 1739, там же) — итальянский куриальный кардинал. Кардинал-дьякон с 17 мая 1706, с титулярной диаконией Санта-Мария-делла-Скала с 25 июня 1706 по 6 мая 1715. Кардинал-дьякон с титулярной диаконией Сант-Анджело-ин-Пескерия с 6 мая 1715 по 24 июля 1730. Кардинал-дьякон с титулярной диаконией Сант-Агата-алла-Субурра с 24 июля 1730 по 8 июля 1739.

## Ранние годы и образование
Карло Колонна родился 17 ноября 1665 года, в Риме. Происходил древнего и знатного рода. Третий ребенок Лоренцо Онофрио I Колонны, восьмого князя и герцога Палиано, и Марии Манчини из знатной римской семьи, племянницы кардинала Джулио Мазарини. Двоюродный брат кардинала Просперо Колонна (1739 год). Внучатый дядя кардиналов Маркантонио Колонна младший (1759 год) и Пьетро Колонна Памфили (1766 год).
Другими кардиналами из разных ветвей семьи были: Джованни Колонна старший (1193 год), Джованни Колонна (1212 год), Джакомо Колонна (1278 год), Пьетро Колонна (1288 год), Джованни Колонна (1327 год), Агапито Колонна (1378 год), Стефано Колонна (1378 год), Оддоне Колонна (1405 год, позднее Папа Мартин V), Просперо Колонна (1426 год), Джованни Колонна (1480 год), Маркантонио Колонна старший (1565 год), Асканио Колонна (1586 год), Джироламо Колонна (1627 год), Джироламо Колонна ди Шарра (1743 год), Просперо Колонна ди Шарра (1743 год), Пьетро Колонна Памфили (1766 год), взявший фамилию Памфили и Никола Колонна ди Стильяно (1785 год).
Где и когда получил образование информация была не найдена.
Апостольский протонотарий. Референдарий Трибуналов Апостольской Сигнатуры справедливости и милости с 7 марта 1696 года. Префект Апостольского дворца с 8 марта 1696 года.
Где, когда и кем был рукоположен в диакона или в священника информация была не найдена.

## Кардинал
Возведён в кардинала-священника на консистории от 17 мая 1706 года, получил красную шляпу и титулярную диаконию Санта-Мария-делла-Скала с 25 июня 1706 года. 6 мая 1715 года получил титулярную диаконию Сант-Анджело-ин-Пескерия. Участвовал в Конклаве 1721 года, который избрал Папу Иннокентия XIII. Участвовал в Конклаве 1724 года, который избрал Папу Бенедикта XIII. Участвовал в Конклаве 1730 года, который избрал Папу Климента XII. 24 июля 1730 года получил титулярную диаконию Сант-Агата-алла-Субурра. Он был одним из первых меценатов композитора Георга Фридриха Генделя.
Скончался кардинал Карло Колонна 8 июля 1739 года, в Риме. Тело кардинала было выставлено в базилике Святых XII Апостолов, в Риме, где и состоялись похороны 10 июля 1739 года, а похоронен в хоровой капелле патриаршей Латеранской базилики. Его внутренности были погребены в базилике Святых XII Апостолов.